# 萧拔剌 (奚)
蕭拔剌（?—?），辽国軍人。奚六部敞稳突吕不四世孙。    
蕭拔剌三岁居父母之丧，毁瘠过甚，在家奴奚列阿不家中抚养。重熙初年，辽兴宗在奚山游猎，经过蕭拔剌所居所，奚列阿不对近臣言说，萧拔剌得见兴宗。年纪刚刚十岁，气质就像成人一样。兴宗很高兴，赏赐甚厚。长大後，有远志，不喜欢做官，隐居在奚王岭之插合谷。辽兴宗以他出身名家，又有时誉，任命为舍利军详稳。其子蕭樂音奴，其孙蕭陽阿。